# فينس أبوت
فينس أبوت (بالإنجليزية: Vince Abbott)‏ هو لاعب كرة قدم أمريكية أمريكي، ولد في 31 مايو 1958 في لندن في المملكة المتحدة.

## وصلات خارجية
- فينس أبوت على موقع مرجع كرة القدم المحترفة.كوم (الإنجليزية)